# Melagramma expetita
Melagramma expetita là một loài bướm đêm trong họ Noctuidae.